# Leonid (Gorbaczow)
Leonid, imię świeckie Leonid Eduardowicz Gorbaczow (ur. 26 października 1968 w Stawropolu) – rosyjski biskup prawosławny.

## Życiorys
Urodzony w Stawropolu, dzieciństwo i młodość spędził w Krasnodarze, dokąd jego rodzina przeprowadziła się dwa lata po jego urodzeniu. Po ukończeniu szkoły średniej od 1985 do 1986 pracował jako laborant, zaangażował się także w życie parafii św. Jerzego w Krasnodarze, gdzie był służką cerkiewnym. W latach 1986–1988 odbywał zasadniczą służbę wojskową. Po powrocie do Krasnodaru został hipodiakonem arcybiskupa jekaterinodarskiego i kubańskiego Izydora oraz psalmistą i lektorem w cerkwi św. Jerzego w Krasnodarze. W 1989 podjął naukę w seminarium duchownym w Leningradzie; 8 kwietnia 1990 r. został wyświęcony na diakona i podjął pracę duszpasterską w soborze św. Katarzyny w Krasnodarze, w związku z czym kontynuował studia w trybie eksternistycznym.
Wieczyste śluby mnisze złożył na ręce arcybiskupa Izydora 18 czerwca 1990, 8 października tego samego roku tenże hierarcha wyświęcił go na hieromnicha. Służył nadal w soborze katedralnym w Krasnodarze, był również kapelanem miejscowego domu weteranów, dziecięcego sanatorium gruźliczego oraz kolonii karnej nr 17 o zaostrzonym rygorze. W 1997 wyjechał do Moskwy, gdyż został skierowany do pracy w synodalnym oddziale ds. współpracy z siłami zbrojnymi. Był kapelanem rosyjskich sił pokojowych w Bośni i Hercegowinie między marcem a wrześniem 1998.
Wyższe studia teologiczne ukończył na Uniwersytecie w Atenach, równocześnie służąc w cerkwi św. Pantelejmona w Atenach; dyplom uzyskał we wrześniu 2002. Następnie pracował w Wydziale Zewnętrznych Stosunków Cerkiewnych, w latach 2003–2004 był członkiem rosyjskiej misji prawosławnej w Jerozolimie.
Od grudnia 2004 do maja 2013 był przedstawicielem patriarchy moskiewskiego i całej Rusi przy Patriarchacie Aleksandryjskim. 11 kwietnia 2010 patriarcha moskiewski i całej Rusi, podczas wizyty w Patriarchacie Aleksandryjskim, podniósł go do godności archimandryty.
29 maja 2013 został nominowany na biskupa argentyńskiego i południowoamerykańskiego. Jego chirotonia odbyła się 17 czerwca 2013 w cerkwi św. Igora Czernihowskiego w Pieriediełkinie. 3 czerwca 2016 przeniesiony na katedrę władykaukaską, z tytułem biskupa władykaukaskiego i alańskiego. Od grudnia 2016 sprawował opiekę nad parafiami Rosyjskiego Kościoła Prawosławnego w Armenii.
W 2017 r. podniesiony do godności arcybiskupa. W 2019 r. został zastępcą przewodniczącego Wydziału Zewnętrznych Stosunków Cerkiewnych Patriarchatu Moskiewskiego. We wrześniu 2021 r. przeniesiony do eparchii moskiewskiej miejskiej jako wikariusz patriarchy moskiewskiego i całej Rusi, z tytułem arcybiskupa klińskiego.
Postanowieniem Świętego Synodu z 15 października 2021 r., został ordynariuszem nowo powstałej eparchii erywańskiej i armeńskiej, zachowując stanowisko zastępcy przewodniczącego Wydziału Zewnętrznych Stosunków Cerkiewnych Patriarchatu Moskiewskiego.
29 grudnia 2021 r. został mianowany patriarszym egzarchą Afryki (z tytułem metropolity klińskiego), ordynariuszem eparchii północnoafrykańskiej i locum tenens eparchii południowoafrykańskiej. Jednocześnie nadal pełnił (czasowo) obowiązki ordynariusza eparchii erywańskiej i armeńskiej, natomiast został zwolniony z funkcji zastępcy przewodniczącego Wydziału Zewnętrznych Stosunków Cerkiewnych Patriarchatu Moskiewskiego. Decyzja Patriarchatu Moskiewskiego o erygowaniu swojej struktury administracyjnej w Afryce, na terytorium, gdzie funkcjonuje Patriarchat Aleksandrii, doprowadziła do zaostrzenia konfliktu między obydwoma Patriarchatami. Patriarchat Aleksandrii symbolicznie ogłosił pozbawienie Leonida godności biskupiej i przestał wspominać imię patriarchy moskiewskiego podczas modlitw w intencji zwierzchników Cerkwi autokefalicznych.
Poparł zbrojny najazd Rosji na Ukrainę w lutym 2022 r.. Do września 2023 r. był proboszczem parafii Wszystkich Świętych na Kuliszkach w Moskwie. W tym samym roku został pozbawiony urzędu egzarchy Afryki, a następnie przeniesiony w stan spoczynku.
Włada językami greckim, angielskim i egipskim dialektem języka arabskiego.